# The Filthy Fifteen

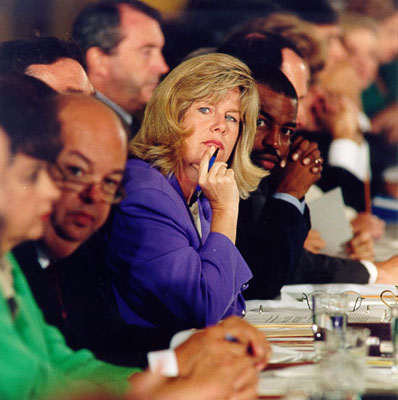
Tipper Gore, en av grundarna av PMRC.

The Filthy Fifteen (De femton snuskiga) är en beteckning på de 15 låtar som föräldraorganisationen Parents Music Resource Center (PMRC) år 1985 ogillade mest.
Parents Music Resource Center (PMRC) grundades 1985 som en reaktion på vad som uppfattades som stötande texter på album som även yngre ungdomar lyssnade på. Centret påverkade så att det infördes varningsetiketter ("Parental Advisory") på album med kontroversiella sångtexter. De 15 välkända låtar man ogillade mest kallade man The Filthy Fifteen.
Enligt artisterna fick listan snarast försäljningen att öka för de listade singlarna och de album de ingick i.

## Koder för klassificering
- V för våld (violence)
- O för hänvisningar till det ockulta (occult)
- D/A för överanvändande av droger/alkohol (drugs/alcohol)
- X för sexuellt innehåll (sexual content)

## The Filthy Fifteen
Källa
- Judas Priest – "Eat Me Alive" – klassificering: X
- Mötley Crue – "Bastard" – klassificering: V
- Prince & The Revolution – "Darling Nikki" – klassificering: X[3][4]
- Sheena Easton – "Sugar Walls" – klassificering: X
- W.A.S.P. – "Animal (Fuck Like a Beast)" – klassificering: X
- Mercyful Fate – "Into the Coven" – klassificering: O
- Vanity – "Strap on Robbie Baby" – klassificering: X
- Def Leppard – "High 'N' Dry (Saturday Night)" – klassificering: D/A
- Twisted Sister – "We're Not Gonna Take It" – klassificering: V
- Madonna – "Dress You Up" – klassificering: X
- Cyndi Lauper – "She Bop" – klassificering: X
- AC/DC – "Let Me Put My Love Into You" – klassificering: X
- Black Sabbath – "Trashed" – klassificering: D/A
- Mary Jane Girls – "My House" – klassificering: X
- Venom – "Possessed" – klassificering: O